# Javier Mendoza
Javier Osvaldo Mendoza (Tartagal, 2 settembre 1992) è un calciatore argentino, centrocampista del Marko.

## Caratteristiche tecniche
È un esterno sinistro.

## Carriera
Ha giocato nella prima divisione argentina, in quella greca ed in quella cipriota.

## Palmarès

### Club

#### Competizioni nazionali
- Souper Ligka Ellada 2: 1

Kīfisias: 2024-2025 (gruppo B)